# Grand Prix automobile de Belgique 2008
GP précédent GP suivant
Le Grand Prix automobile de Belgique 2008 (2008 Formula 1 ING Belgian Grand Prix), disputé sur le circuit de Spa-Francorchamps le 7 septembre 2008, est la 798e épreuve du championnat du monde de Formule 1 courue depuis 1950 et la treizième manche du championnat 2008.

## Essais libres

### Vendredi matin

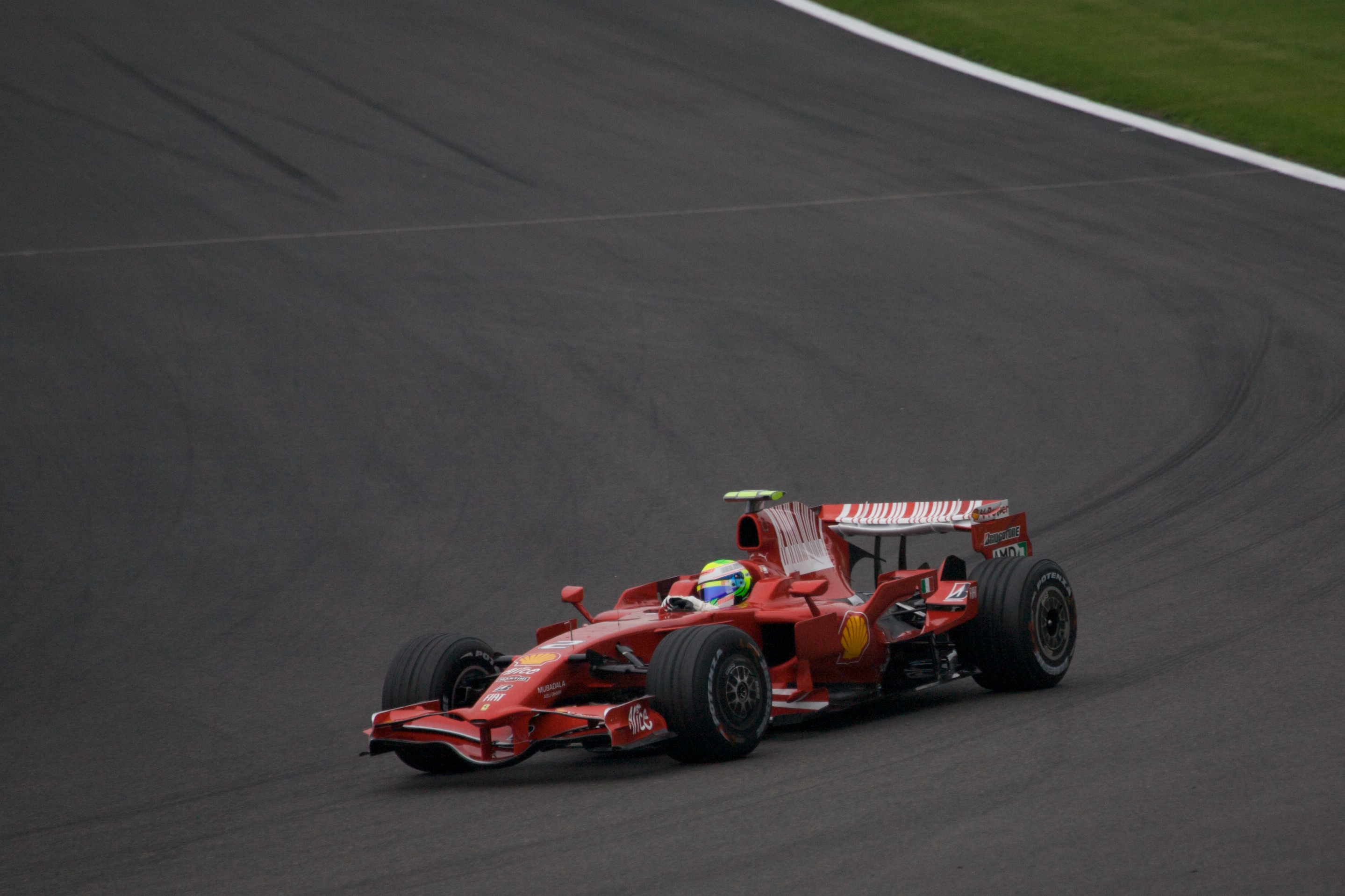
Victoire de Felipe Massa, sur tapis vert.

| Pos | Pilote            | Écurie           | Chrono         | Écart   |
| --- | ----------------- | ---------------- | -------------- | ------- |
| 1   | Felipe Massa      | Ferrari          | 1 min 47 s 284 |         |
| 2   | Kimi Räikkönen    | Ferrari          | 1 min 47 s 623 | 0 s 339 |
| 3   | Lewis Hamilton    | McLaren-Mercedes | 1 min 47 s 878 | 0 s 594 |
| 4   | Heikki Kovalainen | McLaren-Mercedes | 1 min 47 s 932 | 0 s 648 |
| 5   | Fernando Alonso   | Renault          | 1 min 48 s 104 | 0 s 820 |
| 6   | Mark Webber       | Red Bull-Renault | 1 min 48 s 428 | 1 s 144 |

### Vendredi après-midi

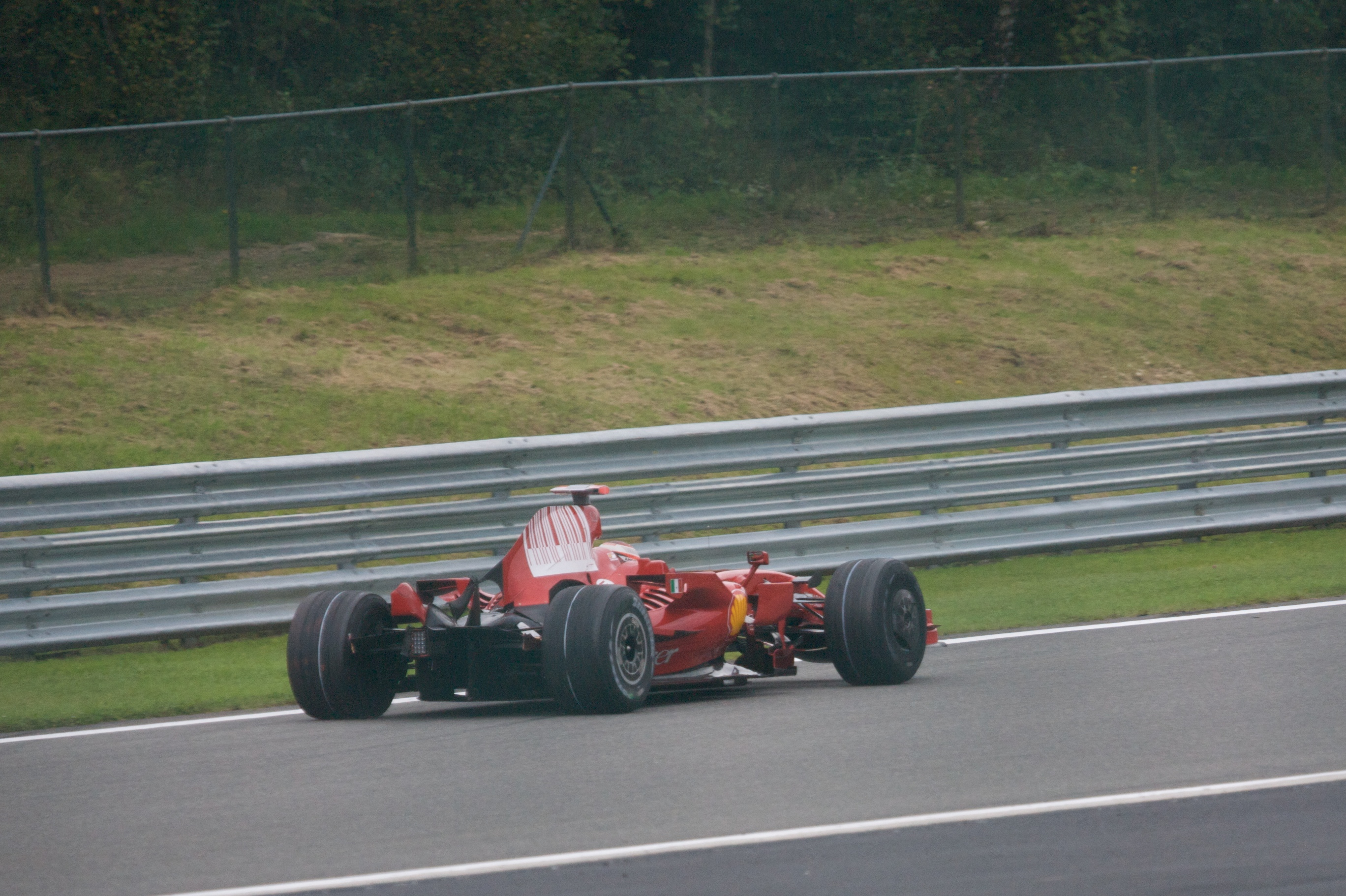
Accidenté lors des essais libres, Kimi Räikkönen connaît le même sort en course.

| Pos | Pilote            | Écurie           | Chrono         | Écart   |
| --- | ----------------- | ---------------- | -------------- | ------- |
| 1   | Fernando Alonso   | Renault          | 1 min 48 s 454 |         |
| 2   | Felipe Massa      | Ferrari          | 1 min 48 s 504 | 0 s 050 |
| 3   | Heikki Kovalainen | McLaren-Mercedes | 1 min 48 s 740 | 0 s 286 |
| 4   | Lewis Hamilton    | McLaren-Mercedes | 1 min 48 s 805 | 0 s 351 |
| 5   | Kimi Räikkönen    | Ferrari          | 1 min 49 s 328 | 0 s 874 |
| 6   | Nico Rosberg      | Williams-Toyota  | 1 min 49 s 405 | 0 s 951 |

### Samedi matin
| Pos | Pilote            | Écurie             | Chrono         | Écart   |
| --- | ----------------- | ------------------ | -------------- | ------- |
| 1   | Nick Heidfeld     | BMW Sauber         | 1 min 47 s 876 |         |
| 2   | Heikki Kovalainen | McLaren-Mercedes   | 1 min 48 s 165 | 0 s 289 |
| 3   | Fernando Alonso   | Renault            | 1 min 48 s 307 | 0 s 431 |
| 4   | Lewis Hamilton    | McLaren-Mercedes   | 1 min 48 s 356 | 0 s 480 |
| 5   | Felipe Massa      | Ferrari            | 1 min 48 s 692 | 0 s 816 |
| 6   | Sebastian Vettel  | Toro Rosso-Ferrari | 1 min 48 s 768 | 0 s 892 |

## Grille de départ

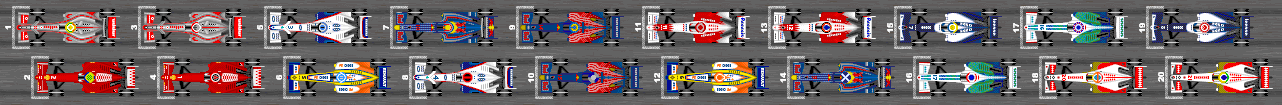
La grille de départ du Grand Prix

| Pos | Pilote               | Écurie              | Qualifications 1 | Qualifications 2 | Qualifications 3 |
| --- | -------------------- | ------------------- | ---------------- | ---------------- | ---------------- |
| 1   | Lewis Hamilton       | McLaren-Mercedes    | 1 min 46 s 887   | 1 min 46 s 088   | 1 min 47 s 338   |
| 2   | Felipe Massa         | Ferrari             | 1 min 46 s 873   | 1 min 46 s 391   | 1 min 47 s 678   |
| 3   | Heikki Kovalainen    | McLaren-Mercedes    | 1 min 46 s 812   | 1 min 46 s 037   | 1 min 47 s 815   |
| 4   | Kimi Räikkönen       | Ferrari             | 1 min 46 s 690   | 1 min 46 s 298   | 1 min 47 s 992   |
| 5   | Nick Heidfeld        | BMW Sauber          | 1 min 47 s 419   | 1 min 46 s 311   | 1 min 48 s 315   |
| 6   | Fernando Alonso      | Renault             | 1 min 47 s 154   | 1 min 46 s 491   | 1 min 48 s 504   |
| 7   | Mark Webber          | Red Bull-Renault    | 1 min 47 s 270   | 1 min 46 s 814   | 1 min 48 s 736   |
| 8   | Robert Kubica        | BMW Sauber          | 1 min 47 s 093   | 1 min 46 s 494   | 1 min 48 s 763   |
| 9   | Sébastien Bourdais   | Toro Rosso-Ferrari  | 1 min 46 s 777   | 1 min 46 s 544   | 1 min 48 s 951   |
| 10  | Sebastian Vettel     | Toro Rosso-Ferrari  | 1 min 47 s 152   | 1 min 46 s 804   | 1 min 50 s 319   |
| 11  | Jarno Trulli         | Toyota              | 1 min 47 s 400   | 1 min 46 s 949   |                  |
| 12  | Nelsinho Piquet      | Renault             | 1 min 47 s 052   | 1 min 46 s 965   |                  |
| 13  | Timo Glock           | Toyota              | 1 min 47 s 359   | 1 min 46 s 995   |                  |
| 14  | David Coulthard      | Red Bull-Renault    | 1 min 47 s 132   | 1 min 47 s 018   |                  |
| 15  | Nico Rosberg         | Williams-Toyota     | 1 min 47 s 503   | 1 min 47 s 429   |                  |
| 16  | Rubens Barrichello   | Honda               | 1 min 48 s 153   |                  |                  |
| 17  | Jenson Button        | Honda               | 1 min 48 s 211   |                  |                  |
| 18  | Adrian Sutil         | Force India-Ferrari | 1 min 48 s 226   |                  |                  |
| 19  | Kazuki Nakajima      | Williams-Toyota     | 1 min 48 s 268   |                  |                  |
| 20  | Giancarlo Fisichella | Force India-Ferrari | 1 min 48 s 447   |                  |                  |

## Course

### Déroulement de l'épreuve
Lewis Hamilton ne tire pas longtemps avantage de sa pole position puisqu'il part en tête-à-queue à l'épingle de la Source dès le second tour, laissant le leadership à Kimi Räikkönen. Au départ, l'empilement à l'épingle pénalise Heikki Kovalainen, Jarno Trulli et Nick Heidfeld tandis que Felipe Massa est troisième, suivi par Fernando Alonso et Sébastien Bourdais.
Le classement ne va guère évoluer jusqu'au 42e des 44 tours de l'épreuve, au moment où la pluie fait son apparition. Hamilton revient très fort sur Räikkönen et coupe une chicane pour éviter un accrochage. Il laisse le Finlandais reprendre l'avantage pour éviter une pénalité mais cette manœuvre a brisé l'élan du pilote Ferrari qui se fait doubler à la Source. Räikkönen, peu après, en chasse derrière Hamilton, part à la faute en évitant Nico Rosberg en toupie sur la piste. Si Hamilton franchit en tête le drapeau à damiers, il sera rétrogradé au troisième rang pour avoir tiré avantage de sa manœuvre sur Räikkönen.
Massa hérite donc de la victoire tandis que Heidfeld, qui a chaussé des intermédiaires, se classe second en doublant six monoplaces dans les derniers tours. Bourdais, longtemps troisième se fait dépasser par Alonso (quatrième), Vettel (cinquième) et Robert Kubica (sixième) et devance Timo Glock pour l'attribution des points.

### Classement de la course
| Pos  | No | Pilote               | Écurie              | Tours | Temps/Abandon                              | Grille | Points |
| ---- | -- | -------------------- | ------------------- | ----- | ------------------------------------------ | ------ | ------ |
| 1    | 2  | Felipe Massa         | Ferrari             | 44    | 1 h 22 min 59 s 394 (222,715 km/h)         | 2      | 10     |
| 2    | 3  | Nick Heidfeld        | BMW Sauber          | 44    | + 9 s 383                                  | 5      | 8      |
| 3    | 22 | Lewis Hamilton       | McLaren-Mercedes    | 44    | + 10 s 539 (pénalisé de 25 secondes)       | 1      | 6      |
| 4    | 5  | Fernando Alonso      | Renault             | 44    | + 14 s 478                                 | 6      | 5      |
| 5    | 15 | Sebastian Vettel     | Toro Rosso-Ferrari  | 44    | + 14 s 576                                 | 10     | 4      |
| 6    | 4  | Robert Kubica        | BMW Sauber          | 44    | + 15 s 037                                 | 8      | 3      |
| 7    | 14 | Sébastien Bourdais   | Toro Rosso-Ferrari  | 44    | + 16 s 735                                 | 9      | 2      |
| 8    | 10 | Mark Webber          | Red Bull-Renault    | 44    | + 42 s 776                                 | 7      | 1      |
| 9    | 12 | Timo Glock           | Toyota              | 44    | + 1 min 07 s 045 (pénalisé de 25 secondes) | 13     |        |
| 10   | 23 | Heikki Kovalainen    | McLaren-Mercedes    | 43    | Boîte de vitesses                          | 3      |        |
| 11   | 9  | David Coulthard      | Red Bull-Renault    | 43    | + 1 tour                                   | 14     |        |
| 12   | 7  | Nico Rosberg         | Williams-Toyota     | 43    | + 1 tour                                   | 15     |        |
| 13   | 20 | Adrian Sutil         | Force India-Ferrari | 43    | + 1 tour                                   | 18     |        |
| 14   | 8  | Kazuki Nakajima      | Williams-Toyota     | 43    | + 1 tour                                   | 19     |        |
| 15   | 16 | Jenson Button        | Honda               | 43    | + 1 tour                                   | 17     |        |
| 16   | 11 | Jarno Trulli         | Toyota              | 43    | + 1 tour                                   | 11     |        |
| 17   | 21 | Giancarlo Fisichella | Force India-Ferrari | 43    | + 1 tour                                   | 20     |        |
| Abd. | 1  | Kimi Räikkönen       | Ferrari             | 42    | Accident                                   | 4      |        |
| Abd. | 17 | Rubens Barrichello   | Honda               | 18    | Boîte de vitesses                          | 16     |        |
| Abd. | 6  | Nelsinho Piquet      | Renault             | 12    | Accident                                   | 12     |        |

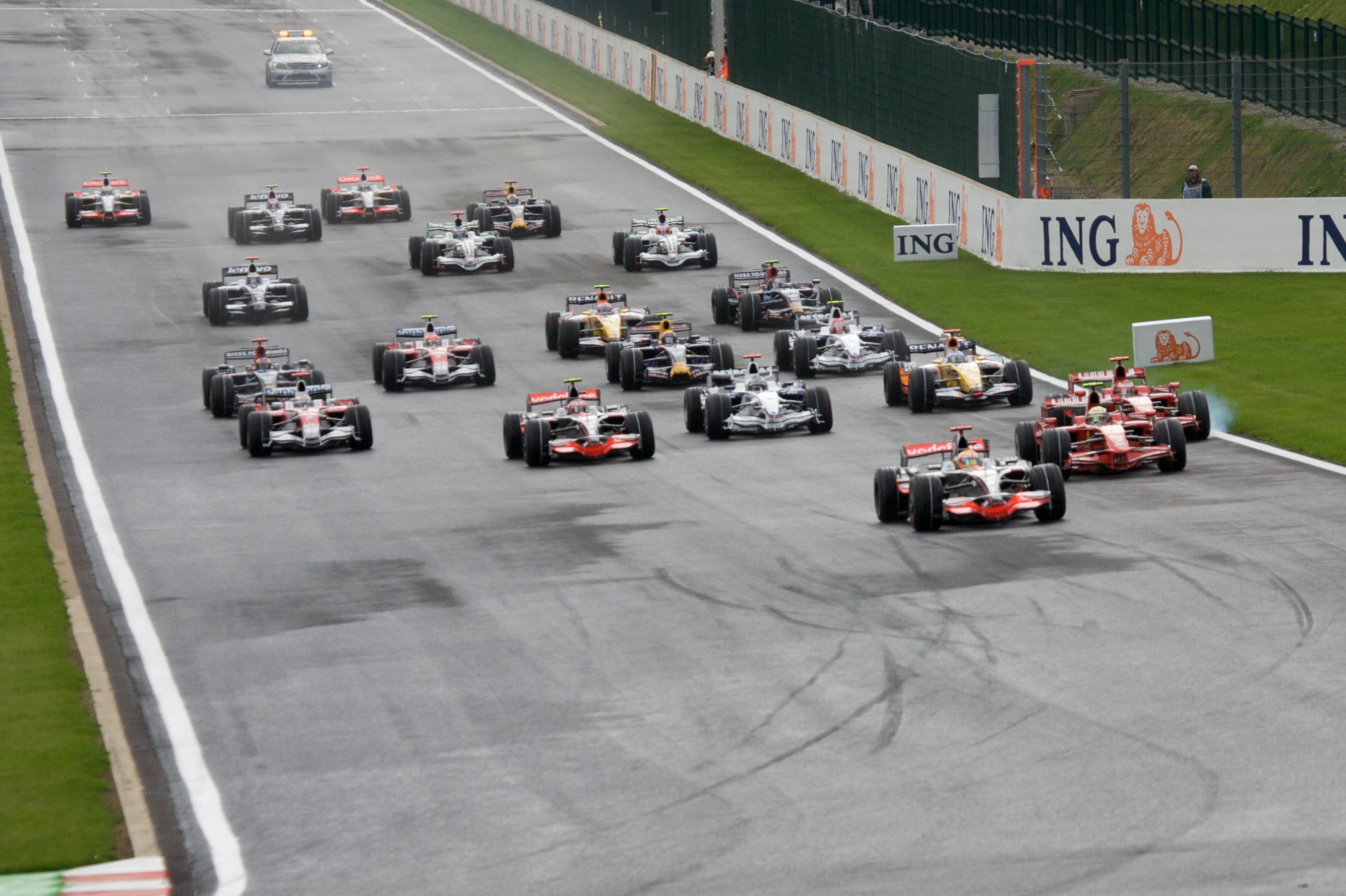
Le départ du Grand Prix.

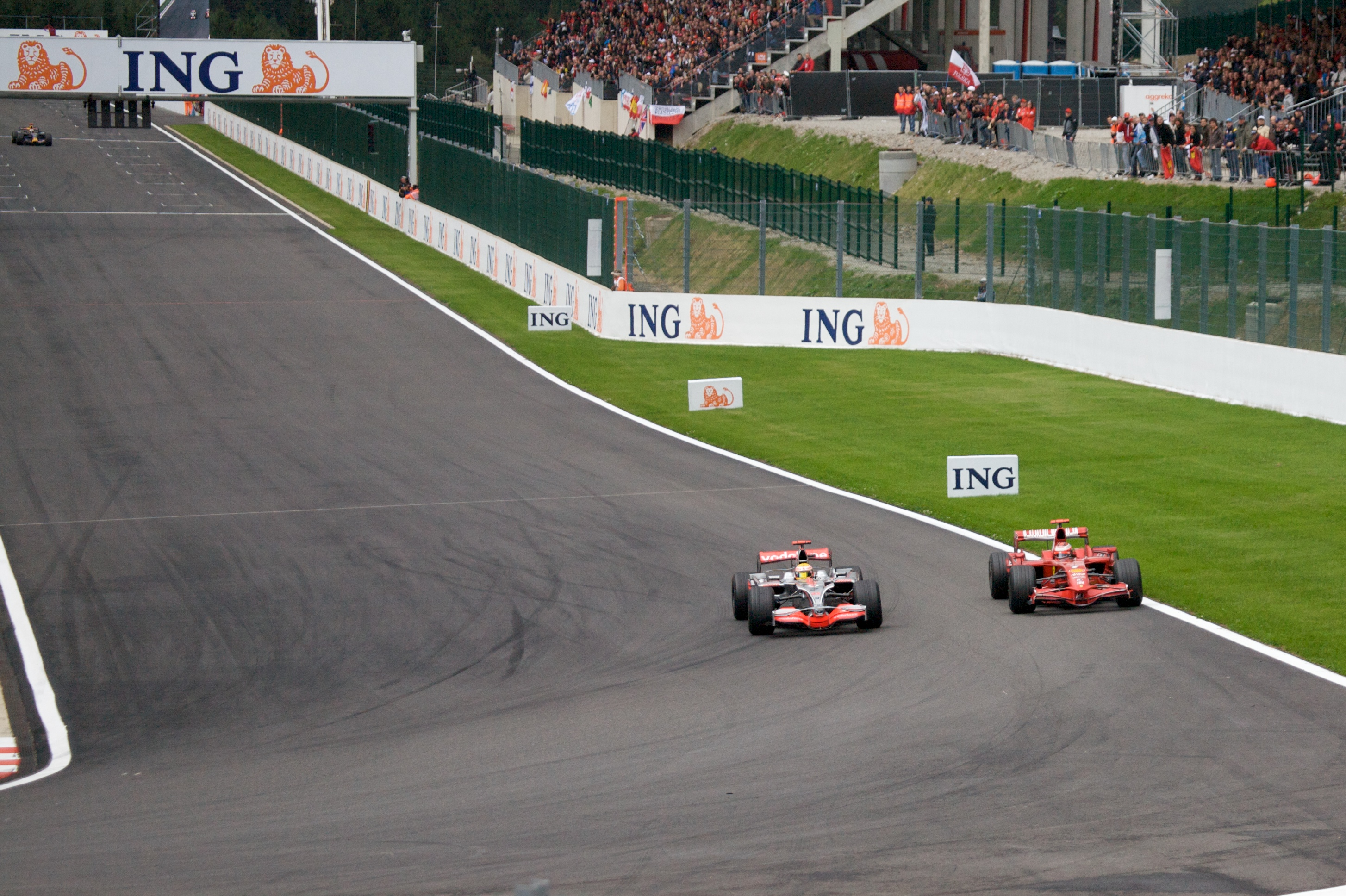
Le dépassement illicite de Hamilton sur Räikkönen

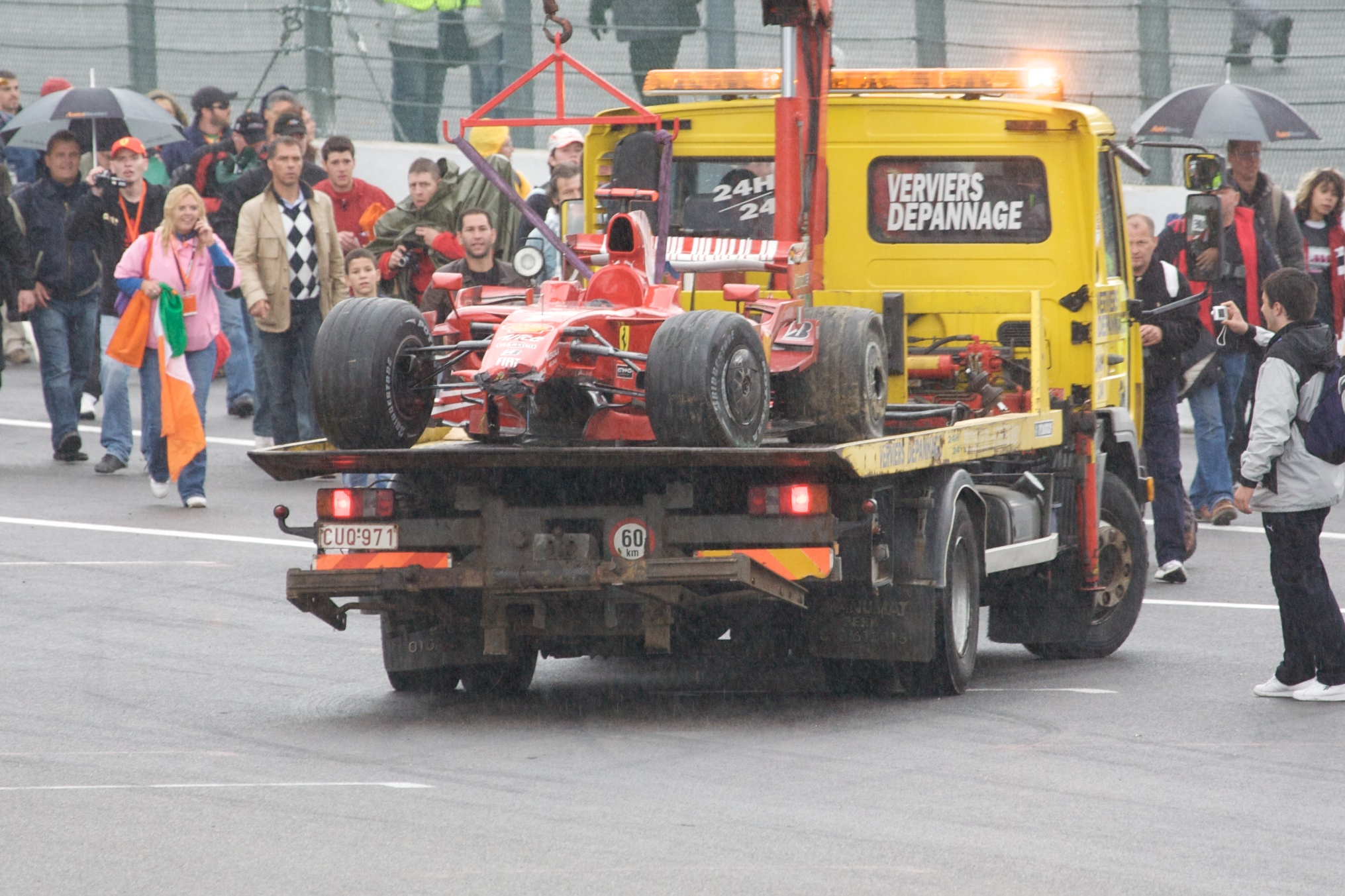
La Ferrari endommagée de Kimi Räikkönen

- Premier sous le drapeau à damier, Lewis Hamilton a été pénalisé de 25 secondes (ajoutées à son temps final) par les commissaires qui ont estimé qu'il avait tiré un avantage du fait d'avoir court-circuité la dernière chicane du circuit à l'issue du 42e tour. Après avoir dépassé Kimi Räikkönen dans la manœuvre, Hamilton l'avait brièvement laissé repasser, avant de le dépasser une deuxième fois dès le freinage suivant[1]. L'appel formé par l'écurie McLaren a été jugé non-recevable par le Tribunal d'appel de la FIA, réuni le 22 septembre 2008[2].
- Huitième sous le drapeau à damier, à 56 secondes du vainqueur, Timo Glock a également été pénalisé de 25 secondes (ajoutées à son temps final) par les commissaires de course pour avoir dépassé sous drapeau jaune[3].

### Pole position et record du tour
- Pole position :  Lewis Hamilton (McLaren-Mercedes) en 1 min 47 s 338 (vitesse moyenne : 234,907 km/h). Le meilleur temps des qualifications a quant à lui été établi par Heikki Kovalainen lors de la Q2 en 1 min 46 s 037.
- Meilleur tour en course :  Kimi Räikkönen (Ferrari) en 1 min 47 s 930 (vitesse moyenne : 233,618 km/h) au vingt-quatrième tour.

### Tours en tête
- Lewis Hamilton (McLaren-Mercedes) : 4 tours (1-2 / 43-44).
- Kimi Räikkönen (Ferrari) : 35 tours (3-12 / 15-25 / 29-42).
- Felipe Massa (Ferrari) : 5 tours (13-14 / 26-28).

## Classements généraux à l'issue de la course
| Pos | Pilote               | Écurie              | Points |
| --- | -------------------- | ------------------- | ------ |
| 1   | Lewis Hamilton       | McLaren-Mercedes    | 76     |
| 2   | Felipe Massa         | Ferrari             | 74     |
| 3   | Robert Kubica        | BMW Sauber          | 58     |
| 4   | Kimi Räikkönen       | Ferrari             | 57     |
| 5   | Nick Heidfeld        | BMW Sauber          | 49     |
| 6   | Heikki Kovalainen    | McLaren-Mercedes    | 43     |
| 7   | Jarno Trulli         | Toyota              | 26     |
| 8   | Fernando Alonso      | Renault             | 23     |
| 9   | Mark Webber          | Red Bull-Renault    | 19     |
| 10  | Timo Glock           | Toyota              | 15     |
| 11  | Nelsinho Piquet      | Renault             | 13     |
| 12  | Sebastian Vettel     | Toro Rosso-Ferrari  | 13     |
| 13  | Rubens Barrichello   | Honda               | 11     |
| 14  | Nico Rosberg         | Williams-Toyota     | 9      |
| 15  | Kazuki Nakajima      | Williams-Toyota     | 8      |
| 16  | David Coulthard      | Red Bull-Renault    | 6      |
| 17  | Sébastien Bourdais   | Toro Rosso-Ferrari  | 4      |
| 18  | Jenson Button        | Honda               | 3      |
| 19  | Giancarlo Fisichella | Force India-Ferrari | 0      |
| 20  | Adrian Sutil         | Force India-Ferrari | 0      |
| 21  | Takuma Satō          | Super Aguri-Honda   | 0      |
| 22  | Anthony Davidson     | Super Aguri-Honda   | 0      |

| Pos | Écurie              | Points |
| --- | ------------------- | ------ |
| 1   | Ferrari             | 131    |
| 2   | McLaren-Mercedes    | 119    |
| 3   | BMW Sauber          | 107    |
| 4   | Toyota              | 41     |
| 5   | Renault             | 36     |
| 6   | Red Bull-Renault    | 25     |
| 7   | Williams-Toyota     | 17     |
| 8   | Toro Rosso-Ferrari  | 17     |
| 9   | Honda               | 14     |
| 10  | Force India-Ferrari | 0      |
| 11  | Super Aguri-Honda   | 0      |

## Statistiques
- 11e pole position de sa carrière pour Lewis Hamilton.
- 10e victoire de sa carrière pour Felipe Massa.
- 208e victoire pour Ferrari en tant que constructeur et motoriste.
- 100e départ en Grand Prix pour Felipe Massa.
- En marge du Grand Prix de Belgique de Formule 1, le virage n°15 qui raccorde l'actuelle piste à l'ancien tracé de 14 kilomètres a été rebaptisée "Courbe Paul Frère", du nom de l'ancien pilote et journaliste belge disparu en février 2008 à 91 ans. Il avait été le premier pilote belge à remporter un Grand Prix (hors-championnat et en catégorie Formule 2) et s'était imposé aux 24 heures du Mans 1960.